# Macalpinomyces zonotriches
Macalpinomyces zonotriches är en svampart som beskrevs av Vánky 1996. Macalpinomyces zonotriches ingår i släktet Macalpinomyces och familjen Ustilaginaceae.   Inga underarter finns listade i Catalogue of Life.